# 柴田駒三郎

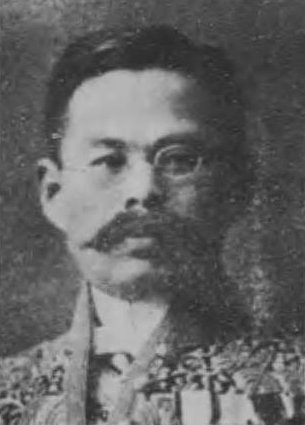
柴田駒三郎

柴田 駒三郎（しばた こまさぶろう、明治3年11月18日（1871年1月8日） - 1945年（昭和20年）4月11日）は、日本の内務官僚、文部官僚。錦鶏間祗候。

## 経歴
奈良県出身。1896年（明治29年）、東京帝国大学法科大学英法科を卒業し、内務属となった。同年、高等文官試験に合格し、群馬県参事官、枢密院書記官、行政裁判所評定官、土木局書記官・内務省参事官、文部省宗教局長を歴任した。その後、維新史料編纂事務局長、維新史料編纂会委員を務め、1942年（昭和17年）に退官した。
1932年（昭和7年）9月27日、錦鶏間祗候を仰せ付けられた。

## 栄典・授章・授賞
位階
- 1908年（明治41年）10月30日 - 正五位[5]
- 1924年（大正13年）3月29日 - 従三位[6]

勲章等
- 1912年（大正元年）8月1日 - 韓国併合記念章[7]
- 1920年（大正9年）6月25日 - 勲二等瑞宝章[8]
- 1940年（昭和15年）8月15日 - 紀元二千六百年祝典記念章[9]

## 親族
- 永山盛輝 - 妻の父。男爵。貴族院議員。